# Giuseppe Pecci
Giuseppe Pecci, italijanski rimskokatoliški duhovnik in kardinal, * 15. december 1807, Carpineto, † 8. februar 1890.

## Življenjepis
Leta 1824 je podal redovne zaobljube pri jezuitih.
12. maja 1879 je bil povzdignjen v kardinala in imenovan za kardinal-diakona S. Agata de' Goti.
16. februarja 1884 je bil imenovan za prefekta Kongregacije za študije.